# Esacidia kuwayamai
Esacidia kuwayamai är en tvåvingeart som beskrevs av Ito 1984. Esacidia kuwayamai ingår i släktet Esacidia och familjen borrflugor. Inga underarter finns listade i Catalogue of Life.